# Christel Dobenecker
Christel Dobenecker (* 1939 in Berlin) ist eine deutsche Romanistin, Lektorin und Übersetzerin französischer und lateinamerikanischer Literatur.

## Leben
Christel Dobenecker, geboren 1939 in Berlin, wuchs in Thüringen auf. Von 1959 bis 1964 studierte sie an der Karl-Marx-Universität Leipzig Romanistik. Während ihres Studiums machte sie ein Praktikum beim Reclam-Verlag, von 1964 bis 1994 arbeitete sie als Lektorin für den Aufbau Verlag Berlin, war danach für verschiedene Verlagshäuser freischaffend tätig.

## Werk/Wirken
Sie übersetzte für verschiedene Verlage (u. a. den Kinderbuchverlag Berlin, den Verlag Volk und Welt, den Aufbau-Verlag sowie den Dietz Verlag) vor allem literarische Texte venezolanischer, chilenischer, kubanischer und guatemaltekischer Autoren aus dem Spanischen, übertrug aber auch aus dem Französischen, vornehmlich Romane und Märchen. Zu den auf Deutsch publizierten Sachbüchern gehören eine Darstellung des Kolumbianers Luis Canón über den „Kokainkönig“ Pablo Escobar sowie ein Text des Politikers Luis Corvalán Lépe aus Chile.
Von 2008 bis 2018 trat Dobenecker mit eigenen literarischen Texten an die Öffentlichkeit und veröffentlichte bisher vier Romane im trafo-Literaturverlag Berlin. Ihr Hauptthema ist der Umgang mit Krankheit und Behinderung in der Gesellschaft.

### Übersetzungen aus dem Spanischen
- Miguel Otero Silva: Der Tod des Honorio. Roman. Aufbau-Verlag, Berlin 1976, ISBN 3-7466-0213-0.
- José Marti: Die Krabbe, die zaubern konnte : 2 Märchen / José Martí. 1. Auflage. Kinderbuchverlag, Berlin 1977, DNB 780215524.
- Antonio Skármeta,: Brennende Geduld. Roman. Aufbau-Verlag, Berlin 1985, DNB 860275884.
- Samuel Feijóo: Von verliebten Priestern und freundlichen Faulpelzen. Witze und Anekdoten und Zeichnungen von Samuel Feijóo. Verlag Volk und Welt, Berlin 1989, ISBN 3-353-00567-6.
- Augusto Monterroso: Reif sein ist alles und der Rest ist Schweigen. Roman. Verlag Volk und Welt, Berlin 1992, ISBN 3-353-00883-7.
- Luis Cañón Moreno, Luis Cañón Moreno: Pablo Escobar: Leben und plötzlicher Tod des Kokainkönigs. 1.  Auflage. Aufbau-Verlag, Berlin 1994, ISBN 3-351-02422-3.

### Übersetzung aus dem Französischen
- Jean Heinemann: Auschwitz - Mein Bericht. Das neue Berlin, 1995, ISBN 3-359-00765-4.

### Literarische Werke
- Lebensraster: Eine Erzählung. Trafo Literaturverlag, Berlin 2008, ISBN 978-3-89626-710-8.
- Und knüpft hinein alles Licht der Welt. Eine Erzählung. Trafo Literaturverlag, Berlin 2010, ISBN 978-3-89626-914-0.
- Absturz mitten im Leben. Eine Erzählung. Trafo Literaturverlag, Berlin 2017, ISBN 978-3-86465-094-9.
- Kehr um und lebe! Briefe an eine kranke Freundin. Trafo Literaturverlag, Berlin 2018, ISBN 978-3-86465-102-1.